# هارتفورد (میشیگان)
هارتفورد، میشیگان (به انگلیسی: Hartford, Michigan) یک شهر در ایالات متحده آمریکا با جمعیت ۲٬۶۸۸ نفر است که در میشیگان واقع شده‌است.

## موقعیت جغرافیایی
موقعیت جغرافیایی شهرها و مناطق اطراف به شرح زیر است: